# Triumph of the Will
Triumph of the Will fu il primo album che Maurizio Bianchi produsse con lo pseudonimo Leibstandarte SS MB, prodotto dalla Come Organisation nel 1981.

## Tracce
Lato A
1. Triumph of the Will

Lato B
1. To Birkenau